# Gadella thysthlon
Gadella thysthlon är en fiskart som beskrevs av Long och Mccosker, 1998. Gadella thysthlon ingår i släktet Gadella och familjen Moridae. Inga underarter finns listade i Catalogue of Life.